# Voo Malaysia Airlines 17
Voo Malaysia Airlines 17 (MH17/MAS17) foi a identificação de uma rota aérea de passageiros regular e internacional entre Amsterdão e Kuala Lumpur, operada pela companhia aérea Malaysia Airlines. Em 17 de julho de 2014, um Boeing 777-200ER que realizava esta rota, caiu perto de Grabove, no oblast de Donetsk, no leste da Ucrânia, a 40 km da fronteira com a Rússia, transportando 283 passageiros e 15 tripulantes de vários países. Foi o segundo incidente da companhia aérea em menos de cinco meses, após o desaparecimento do voo MH370 no início de março de 2014.
Às 15h30 UTC a Malaysia Airlines informou que tinha perdido o contato com o voo. Relatos iniciais do governo ucraniano informaram que a aeronave foi abatida a uma altitude de 10 000 m (32 800 ft) por um míssil terra-ar disparado utilizando o sistema de mísseis Buk.
As duas partes envolvidas na rebelião no leste da Ucrânia a princípio negaram responsabilidade pelo incidente, acusando-se mutuamente. Segundo o serviço de inteligência dos Estados Unidos, provavelmente os separatistas pró-Rússia derrubaram o avião; por outro lado, dirigentes russos disseram que as acusações norte-americanas eram precipitadas e acusaram a Ucrânia pela tragédia.
Este é o maior incidente da Malaysia Airlines, com 283 passageiros e 15 tripulantes vitimados, superando o voo 370, que resultou na morte de 227 passageiros e 12 tripulantes, e que não foi encontrado.
A responsabilidade pela investigação foi delegada ao Conselho de Segurança Holandês (DSB) e à equipe de investigação conjunta (JIT) liderada pelos holandeses, que em 2016 relatou que o avião havia sido abatido por um míssil terra-ar Buk lançado de  território controlado pelos separatistas pró-Rússia na Ucrânia. Em novembro de 2022, dois russos e um separatista ucraniano (Igor "Strelkov" Girkin, Sergey Dubinskiy e Leonid Kharchenko), que operaram o sistema de mísseis 9K37 Buk foram considerados culpados de assassinato in absentia por abaterem o vôo MH17. A corte holandesa também decidiu que a Rússia estava no controle das forças que lutavam na Ucrânia oriental na época.

## Aeronave
A aeronave envolvida neste incidente era um modelo Boeing 777-200ER, matrícula 9M-MRD, número de série 28411. Teve o seu primeiro voo em 17 de julho de 1997 e foi entregue à Malaysia Airlines em 29 de julho de 1997. Este modelo de aeronave é equipado com dois motores Rolls-Royce Trent 892.

## Passageiros e tripulação
| Nacionalidade | Passageiros | Tripulantes | Total |
| ------------- | ----------- | ----------- | ----- |
| Holandeses    | 193         | -           | 193   |
| Malaios       | 28          | 15          | 43    |
| Australianos  | 27          | -           | 27    |
| Indonésios    | 12          | -           | 12    |
| Britânicos    | 10          | -           | 10    |
| Belgas        | 4           | -           | 4     |
| Alemães       | 4           | -           | 4     |
| Filipinos     | 3           | -           | 3     |
| Neozelandeses | 1           | -           | 1     |
| Canadenses    | 1           | -           | 1     |
| Total         | 283         | 15          | 298   |

A Malaysia Airlines confirmou a presença de 283 passageiros e 15 membros da tripulação a bordo do voo MH17. Não houve sobreviventes. As informações iniciais davam conta que havia a bordo cerca de 80 crianças, informação desmentida posteriormente pela Malaysia Airlines, que confirmou haver três crianças entre os passageiros (duas malaias e uma indonésia). Havia dois passageiros com dupla cidadania: um holandês, que tinha também cidadania norte-americana e um britânico, que tinha também cidadania sul-africana. Dos 298 passageiros a bordo, foram encontrados os restos mortais de 296. Apenas duas vítimas, ambos cidadãos holandeses, não foram identificados.
Entre as vítimas estavam cerca de cem membros da Sociedade Internacional da AIDS (International AIDS Society), que iriam participar de uma conferência em Melbourne na Austrália, incluindo Joep Lange, pesquisador e ex-presidente da instituição. Também estavam no voo o romancista australiano Liam Davison, a atriz malaia Shubashini Jeyaratnam, conhecida por seu nome artístico Shuba Jay e o político holandês Willem Witteveen e sua família.

## Linha do tempo

### Eventos precedentes à queda
- 3 de março de 2014: As companhias aéreas Korean Air e Asiana Airlines deixam de voar sobre o espaço aéreo ucraniano, por motivo de segurança.[30]

- 29 de junho 2014: A emissora russa NTV reporta que os separatistas possuem acesso ao Buk após tomar o controle de uma base da Ucrânia de defesa área (base A-1402).[31] Nesse mesmo dia, a República Popular de Donetsk reivindica a posse desse sistema em um tweet deletado.[32]

- 1° de julho de 2014: Autoridades ucranianas advertem para pilotos não voarem abaixo de 26 000 ft (7 920 m) no lado leste da Ucrânia.[33]

- 10 de julho de 2014: O veículo de ataque de curto alcance 9K35 Strela-10, cujos mísseis alcançam até 3 500 m (11 500 ft) foi filmado pela mídia russa Lifenews perto de Donetsk.[34] Por outro lado, importantes oficiais ucranianos negaram que os rebeldes possuíam o sistema Buk.[35] O ministro ucraniano de relações exteriores, Pavlo Klimkin, afirmou também que a Ucrânia não tem o sofisticado sistema de mísseis terra-ar na região.[36]

- 13 de julho de 2014: Sergey Kurginyan declarou que os lançadores do Buk tomados do exército ucraniano seriam consertados em breve por especialistas da Rússia.[37] Anteriormente, em 27 de junho, a Ucrânia tinha reparado um sistema Buk-M1 e divulgado no seu site do Ministério da Defesa da Ucrânia, sendo um equipamento que antes era reparado na Rússia com um componente somente produzido lá, mas dessa vez, foi reparado na Ucrânia.[38] O Ministério da Defesa russo disse que o equipamento militar estava em funcionamento no dia da queda do avião.[39] Posteriormente, o ministro disse possuir imagens aéreas das bases ucranianas de lançamento de mísseis terra-ar que estavam instaladas no sudeste do país.[40]
- 14 de julho de 2014: Um telefonema não confirmado entre Oleh Bugrov Valeriovyc (chefe do exército e vice-mininstro da defesa da auto-proclamada  República Popular de Lugansk e um oficial da Main Intelligence Directorate of the Russian Federation onde este disse "Agora nós temos o (radar guiado de terra-ar) Buk (sistema de mísseis), nós vamos "trazer (aviões) para baixo"."[41]

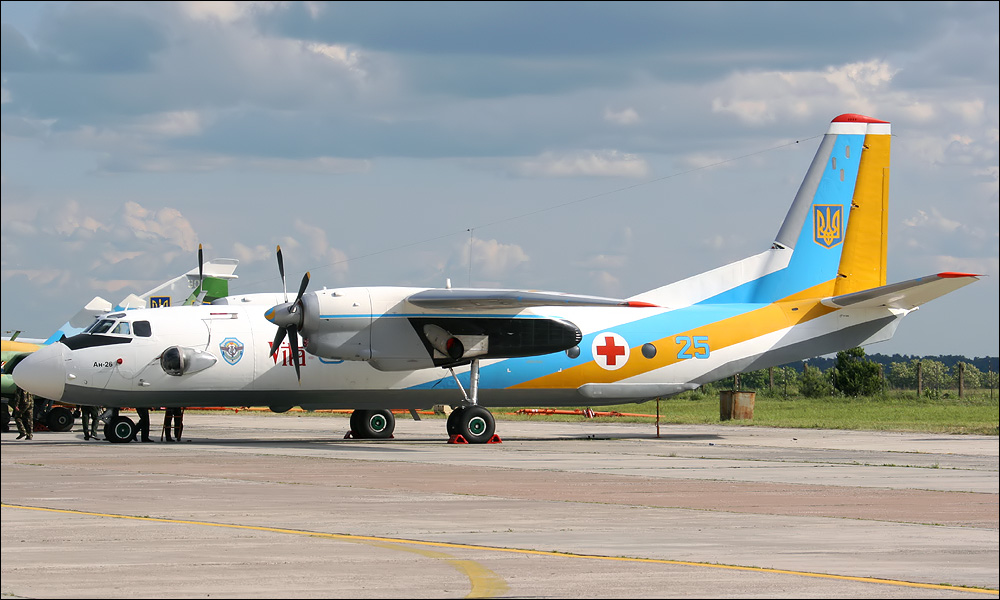
Um ucraniano An-26, similar ao abatido 14 de julho de 2014

- 14 de julho de 2014: O avião militar ucraniano An-26 foi abatido enquanto voava a 21 000 ft (6 400 m),[42] sendo confirmado que foi através do Buk.[43] Oficiais dos Estados Unidos disseram mais tarde que havia evidências que sugeriam que o míssil foi disparado dentro de território russo.[44]

- 14 de julho de 2014: Autoridades ucranianas elevam a altura recomendada para os pilotos trafegarem de 26 000 ft (7 920 m) para 32 000 ft (9 750 m) no lado leste da Ucrânia.[33]

- 16 de julho de 2014: O avião militar de suporte da Ucrânia Sukhoi Su-25 foi abatido, e oficiais do governo ucraniano acusaram militares da Russia de terem derrubado o avião com um míssil ar-ar disparado por um jato MiG-29 da Russia, enquanto o porta-voz do ministério de defesa russo rejeitou essa acusação considerada absurda.[41][45][46]

- 17 de julho de 2014: A Rússia fecha mais de uma dúzia de rotas aéreas de diversas altitudes.[47] Um jornalista anônimo da Associated Press disse ter visto um lançador do Buk na Snizhne, uma cidade em Donetsk Oblast, cerca de 16 quilômetros do local do acidente. O repórter também viu sete tanques rebeldes em um posto de gasolina perto da cidade.[48]

- 17 de julho de 2014: Um telefonema não confirmado entre Sergei Nikolaevich Petrovskiy (oficial da Main Intelligence Directorate of Russian Federation, chefe adjunto da Inteligência) e um militante em que discutiram onde descarregar e colocar o sistema de mísseis Buk.[41]

### Acidente

Rota do voo Malaysia Airlines 17

A aeronave partiu do Aeroporto de Amsterdão Schiphol às 12h14 CEST (10h14 UTC). e tinha como destino o Aeroporto Internacional de Kuala Lumpur. Com uma duração de voo de 11 horas e 45 minutos, o pouso estava previsto para as 06h00 do dia 18 de julho no horário local (22h00 de 17 de julho UTC).
De acordo com a Malaysia Airlines, o plano de voo solicitado para a aeronave previa uma altitude de 35 000 ft (10 700 m) enquanto estivesse sobrevoando o espaço aéreo da Ucrânia, mas ao entrar no espaço aéreo ucraniano, a tripulação foi instruída por um controlador de tráfego aéreo para descer a 33 000 ft (10 100 m).
A Malaysia Airlines emitiu um comunicado, afirmando que havia recebido uma notificação do controle de tráfego aéreo ucraniano que o contato com o voo MH17 tinha sido perdido  às 14h15 (GMT) nas coordenadas (47° 51′ 24″ N, 39° 13′ 06″ L), a aproximadamente 50 km da fronteira entre Rússia e Ucrânia.
O avião caiu próximo ao vilarejo Hrabove, ao norte de Torez, uma cidade ao leste da região de Donetsk Oblast, próxima da fronteira com a Rússia. O momento em que o avião caiu foi registrado em uma gravação feita por uma testemunha.
O site Flightradar24 informou que os aviões Boeing 777-200ER (Flight SQ351) da Singapore Airlines e o Boeing 787-8 da Air India (Flight AI113) desviaram suas rotas em cerca de 25 km da rota do avião da Malaysia Airlines após o desaparecimento deste dos radares.
Fotografias do local do acidente mostram peças quebradas e espalhadas da fuselagem e partes do motor, assim como corpos e passaportes. Alguns dos destroços caíram perto das casas de Hrabove. Dezenas de corpos caíram nos campos de cultivo e nas casas.
Na noite de 17 de julho, Igor "Strelkov" Girkin, líder das forças separatistas, postou na rede de mídia social VKontakte, assumindo o crédito por derrubar um An-26 ucraniano. Logo depois, o portal lifenews.ru divulgou o seguinte comunicado: "No dia 17 de julho, próximo ao vilarejo Rassypnoye, na cidade Torez da região Donetsk, um avião de transporte An-26 da Força Aérea Ucraniana foi derrubado, segundo a milícia. De acordo com eles, o avião foi derrubado em algum lugar próximo às minas "Progress", longe da área residencial. De acordo com uma das milícias, aproximadamente às 17h30 do horário local, um An-26 sobrevoava a cidade quando foi atingido por um foguete. Houve uma explosão e o avião foi derrubado, deixando uma fumaça negra e detritos caindo.". A agência de notícias russa RIA Novosti também reportou que um An-26 foi derrubado pelos militantes próximo a Torez em torno de 16h00 no horário local. Análises da fumaça e trajetória realizadas pelo EUA sugeriram que o míssil foi disparado a partir de uma área entre Torez e Snizhne.

## Investigação

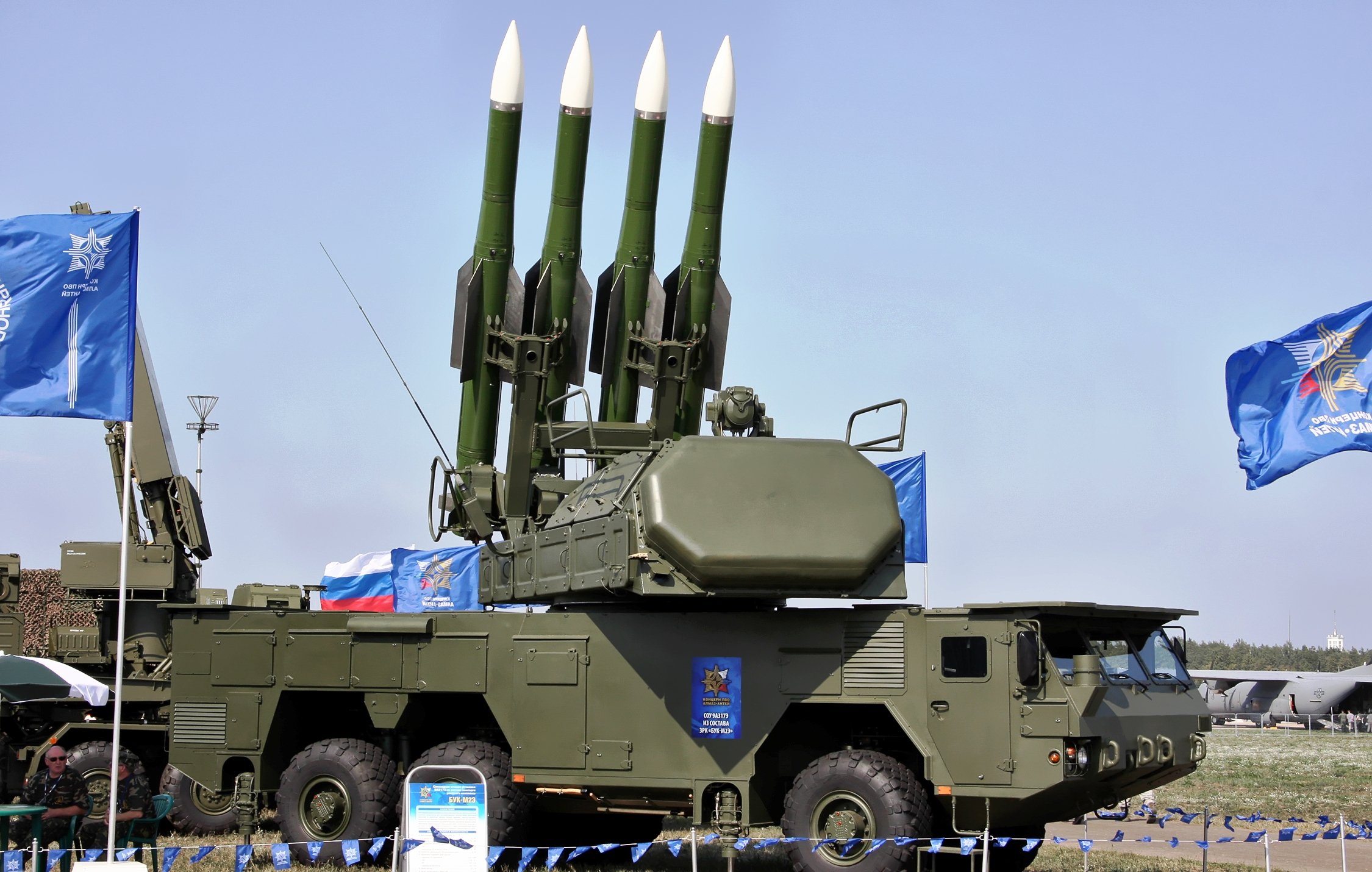
Veículo lançador de mísseis Buk-M2.

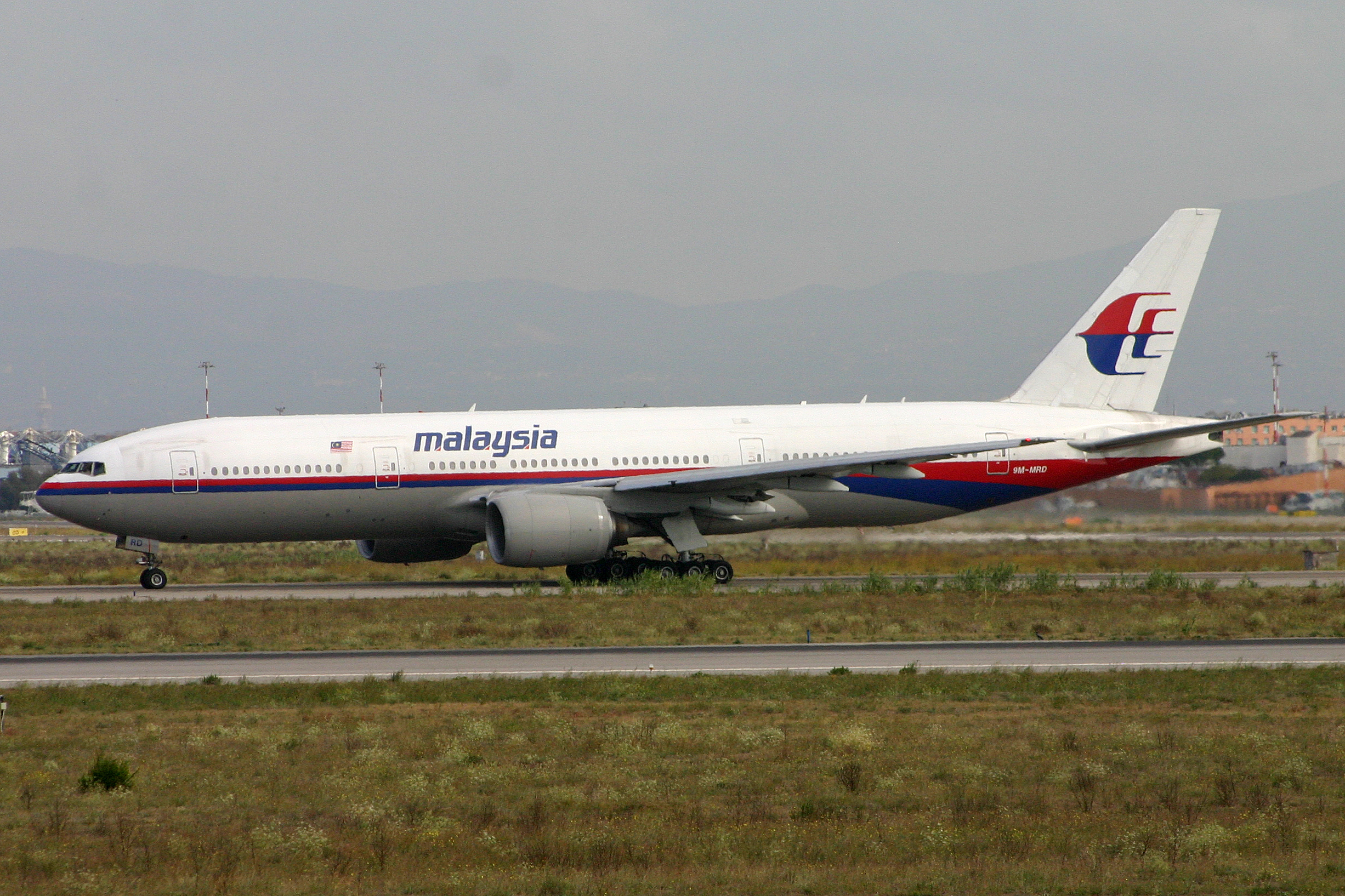
O avião de registro 9M-MRD

Separatistas pró-russos teriam alegadamente bloqueado o acesso ao local aos socorristas e à polícia, segundo afirmado pelas autoridades da Ucrânia, e afirmaram ter encontrado a caixa preta da aeronave, e que a iriam entregar às autoridades russas. Não há, no entanto, confirmação desta notícia. Numa comunicação interna entre os separatistas pró-russos, captada pelas autoridades ucranianas e divulgada internacionalmente, estes teriam reconhecido ter derrubado o avião. No entanto, os rebeldes negaram que tenham armamento para derrubar um avião que voe a 10 mil metros de altura dizendo que testemunhas viram um caça ucraniano abatendo o avião, sendo que o derrube do avião surge poucos dias depois da declaração de um dos líderes de milícias pró-russas no leste da Ucrânia, Igor Girkin (também conhecido por Igor Strelkov) de que abateriam qualquer avião que sobrevoasse a região. O chefe do Estado-Maior General das Forças Armadas da Federação Russa, Andrei Kartapolov, disse que o Su-25 da Força Aérea ucraniana voou a uma distância de três a cinco quilômetros do Boeing. Segundo ele, o Su-25 é capaz de atingir alvos aéreos a uma distância de cinco quilômetros. O Pentágono e Kiev consideraram falsas as informações.
Técnicos em segurança aérea criticaram o Eurocontrol por não ter impedido os voos civis no leste da Ucrânia após a derrubada de dois aviões militares naquela região dias antes.
Em outubro de 2014, a revista alemã Der Spiegel publicou uma matéria citando o Serviço de Inteligência da Alemanha, cujo chefe Gerhard Schindler afirmou a uma comissão parlamentar, que os separatistas pro-Russia haviam derrubado o avião, utilizando um míssil lançado por um sistema Buk, que pertencia ao Exército da Ucrânia.
Em novembro de 2014, um canal de televisão estatal russo divulgou imagens de satélite, posteriormente tidas como falsas, que mostravam um suposto ataque de um avião caça ao MH17. As imagens, de origem desconhecida, poderiam ser tanto de satélites britânicos como norte-americanos, segundo especialistas russos.
Um grupo de jornalistas e especialistas descobriu que as imagens eram falsas. A televisão estatal russa Channel One havia divulgado imagens enviadas anonimamente à União de Engenheiros da Rússia e com diversas "falhas óbvias", por exemplo, a posição errada do logotipo da Malaysia Airlines no avião, cuja imagem foi obtida na internet. O avião de caça que aparecia atacando o MH17 não combinava com Su-25, o tipo de jato que a Rússia alegava ser o autor do ataque. As imagens de fundo não eram de satélite de espionagem, mas imagens antigas do Google Earth, combinadas com outro mapa on line. Uma análise mais minuciosa mostrou ainda que o ponto em que o avião era mostrado sendo alvejado era quase três minutos de voo de distância antes do ponto em que o gravador de voo do MH17 terminou a gravação, tempo durante o qual não houve registro de que o avião estaria sendo atacado. Enquanto isso, a Rússia exigia das autoridades norte-americanas o fornecimento dos seus dados de satélite e do lado ucraniano os dados sobre as conversas dos controladores de tráfego aéreo.

### Relatório preliminar
Em setembro de 2014, o relatório preliminar do acidente foi divulgado pelo Conselho de Segurança da Holanda (Dutch Safety Board). A conclusão foi que não houve evidência de qualquer falha técnica ou operacional com a aeronave e tripulação. Considerando os danos encontrados em partes da seção dianteira da aeronave, recuperados dos escombros, uma grande quantidade de objetos com alta energia de impacto atingiu externamente o avião. Os danos resultantes destes impactos provocaram a perda da sua integridade estrutural, causando a queda. O tipo de danos observados não eram consistentes com danos causados por falhas estruturais, dos motores ou dos sistemas da aeronave. O fato de haver muitas partes da estrutura encontradas em uma extensa área, levou à conclusão que o avião se desintegrou ainda no ar.
Em 28 de setembro de 2016, um novo relatório foi divulgado após uma longa investigação, na qual procuradores internacionais chegaram a conclusão que o míssil que abateu o voo MH17 foi do modelo terra-ar 9M38 Buk de origem russa. O relatório ainda indica o local exato do lançamento do míssil, que foi disparado do território ucraniano controlado por rebeldes separatistas pro-Rússia, perto de Pervomaisky, 6 quilômetros ao sul de Snizhne. O relatório também mostra que o sistema de mísseis foi transportado da Rússia para a Ucrânia e posteriormente retornou à Rússia, depois do acidente. A investigação consistiu no total de 200 entrevistas à testemunhas, 500 000 fotos e vídeo e analisou 150 000 telefonemas interceptados.

## Ações cíveis e criminais
Em julho de 2015, um processo foi apresentado em um tribunal americano por famílias de 18 vítimas acusando o líder separatista Igor Girkin de "orquestrar o disparo" e o governo russo de ser cúmplice no ato. O processo foi submetido à Lei de Proteção às Vítimas de Tortura de 1991. Em maio de 2016, famílias de 33 vítimas apresentaram uma queixa contra a Rússia e o presidente Vladimir Putin no Tribunal Europeu de Direitos Humanos, argumentando que as ações russas violaram o direito dos passageiros à vida. Um grupo de 270 parentes de vítimas holandesas aderiu à reivindicação em maio de 2018 após o JIT ter concluído que a Rússia estava envolvida. O governo holandês apoiou esta reivindicação, levando a Rússia ao Tribunal Europeu de Direitos Humanos em julho de 2020. Em julho de 2016, a Malaysia Airlines foi processada na Malásia por 15 famílias de passageiros em dois autos separados, cada uma trazida sob a Convenção de Montreal, argumentando que a companhia aérea não deveria ter escolhido essa rota. Um mês antes, uma ação judicial separada foi movida pelas famílias de seis tripulantes que alegaram negligência e quebra de contrato por parte da companhia aérea.

## Julgamento e condenação
Em uma declaração feita em 5 de julho de 2017 pelo Ministro das Relações Exteriores holandês Bert Koenders, foi anunciado que os países JIT processariam quaisquer suspeitos identificados na queda do vôo MH17 na Holanda e sob a lei holandesa. Um tratado entre os Países Baixos (comumente chamado de Holanda) e a Ucrânia tornou possível para os Países Baixos processar nos casos de todas as 298 vítimas, independentemente de sua nacionalidade. Este tratado foi assinado em 7 de julho de 2017, e entrou em vigor em 28 de agosto de 2018. Em 21 de março de 2018, o governo holandês enviou legislação ao parlamento, permitindo que os suspeitos envolvidos fossem processados na Holanda sob a lei holandesa.
Em 19 de junho de 2019, o Ministério Público holandês acusou quatro pessoas de assassinato em conexão com o abate da aeronave: três russos, Igor Girkin, Sergey Dubinsky e Oleg Pulatov, e um ucraniano, Leonid Kharchenko. Foram emitidos mandados de prisão internacionais em relação a cada um dos acusados. Um dos suspeitos, o tenente-coronel Oleg Pulatov, expressou sua intenção de se juntar ao processo legal, sendo representado no tribunal. Igor Girkin, no entanto, declarou abertamente que não compareceria ao julgamento por não reconhecer a jurisdição do tribunal sobre os cidadãos russos. Ele disse que não estava envolvido no incidente e que considerava o governo da Ucrânia responsável pela perda de vidas, porque "somente um idiota ou um criminoso enviaria um avião para uma zona de hostilidades ativas". As audiências no julgamento começaram no Tribunal de Haia, em 9 de março de 2020, sem a presença de nenhum dos acusados.
Em julho de 2019, o Serviço de Segurança da Ucrânia (SBU) prendeu Vladimir Tsemakh, chefe da defesa aérea em Snizhne controlada pelo DPR durante o ataque ao MH17. Bellingcat descreveu-o como uma importante testemunha ocular dos eventos que envolveram a queda do vôo MH17. Bellingcat analisou seu possível papel e disse que um vídeo mostrou Tsemakh fazendo "o que parece ser uma admissão condenatória ao seu envolvimento pessoal na ocultação do lançador de mísseis Buk após seu uso em 17 de julho de 2014".
Em agosto de 2019, a Rússia teria acrescentado Tsemakh a sua lista em uma troca previamente acordada de prisioneiros de guerra com a Ucrânia. Em 4 de setembro de 2019, um tribunal de apelação em Kiev decidiu pela libertação de Tsemakh. Em 7 de setembro de 2019, Volodymyr Tsemakh foi libertado durante uma troca de prisioneiros ucraniano-russos. De acordo com o Ministro das Relações Exteriores holandês Stef Blok, a troca foi adiada por uma semana para que Vladimir Tsemakh pudesse ser interrogado pelo Ministério Público holandês como testemunha sobre os eventos em torno da queda do vôo MH17. O Primeiro Ministro holandês Mark Rutte, o Ministro da Justiça e Segurança Ferd Grapperhaus, o JIT, e Stef Blok acrescentaram que a Holanda lamentou que Tsemakh, que é uma "pessoa de interesse", tenha sido incluída na troca de prisioneiros devido à pressão sobre a Ucrânia por parte da Rússia. Outros, incluindo o Presidente Piet Ploeg da Stichting Vliegramp MH17, que é a organização dos parentes das vítimas disseram que a libertação de Tsemakh "inaceitável". O Ministério Público Holandês (OM) solicitou que Tsemakh, que não é um cidadão russo, fosse extraditado da Rússia para a Holanda. Em 14 de novembro de 2019, as equipes de investigação conjuntas (JIT) publicaram um novo apelo de testemunhas e simultaneamente lançou uma série de conversas gravadas de líderes rebeldes. As equipes estavam particularmente interessadas "na estrutura de comando e no papel que os oficiais do governo russo podem ter desempenhado".
Diversas declarações de testemunhas, especialmente das forças armadas do DPR, foram apresentadas anonimamente devido ao medo de represálias por parte da Rússia. Embora os serviços secretos russos tenham tentado invadir o escritório do Procurador-Geral da Malásia, os arquivos de investigação da Polícia Federal Australiana e os escritórios em Haia, os promotores dizem que as identidades das testemunhas ainda permanecem seguras. O tribunal holandês, ao considerar o recurso do réu Oleg Pulatov contra o testemunho anônimo, permitiu doze depoimentos de testemunhas anônimas no julgamento, mas barrou o testemunho anônimo de uma testemunha.
Em 7 de junho de 2021, o julgamento passou para a fase de provas, durante a qual advogados e juízes discutiram suas conclusões. Testemunhas foram convocadas para fornecer informações adicionais. Em 21 de dezembro de 2021, o Ministério Público recomendou penas de prisão perpétua para quatro suspeitos acusados de derrubar o avião.
O julgamento recomeçou em 7 de março de 2022, com a defesa apresentando argumentos orais. Em 17 de novembro de 2022, o tribunal proferiu sentenças de prisão perpétua a três réus, Igor Girkin, Sergey Dubinskiy e Leonid Kharchenko pelo assassinato de 298 passageiros e tripulação. Um quarto réu, Oleg Pulatov, foi absolvido por envolvimento insuficiente no incidente. O juiz presidente, Hendrik Steenhuis, disse que o tribunal concluiu que o MH17 foi derrubado por um míssil BUK de fabricação russa lançado de um campo agrícola no leste da Ucrânia, citando extensas provas que não deixaram "qualquer possibilidade de dúvida razoável" e que a Rússia tinha o controle geral das forças separatistas no leste da Ucrânia quando o avião foi derrubado.

## Convenção sobre ação legal na aviação
Em 14 de março de 2022, a Austrália e a Holanda anunciaram que haviam iniciado uma ação legal conjunta contra a Rússia, nos termos do artigo 84 da Convenção sobre Aviação Civil Internacional.